# 鳴門市警察
鳴門市警察（なるとしけいさつ）は、かつて存在した徳島県鳴門市の自治体警察。

## 概要
従来の徳島県警察部が解体され、1948年（昭和23年）3月7日に鳴門市警察署が設置された。
1954年（昭和29年）に新警察法が公布された。これにより国家地方警察と自治体警察が廃止され、新たに都道府県警察として徳島県警察が発足。鳴門市警察も徳島県警察に統合され、姿を消した。